# Genocidio de California
El genocidio de California fue el asesinato de miles de pueblos indígenas de California por agentes del gobierno de Estados Unidos y ciudadanos privados en el siglo XIX. Comenzó tras la conquista estadounidense de California desde México y la afluencia de colonos debido a la fiebre del oro de California, que aceleró el declive de la población indígena de California. Entre 1846 y 1873, se estima que los no nativos mataron entre 9 492 y 16 094 nativos de California. Además, entre cientos y miles murieron de hambre o trabajaron hasta morir. Los actos de esclavitud, secuestro, violación, separación de niños y desplazamiento fueron generalizados. Estos actos fueron alentados, tolerados y ejecutados por autoridades estatales y milicias.
El libro Handbook of the Indians of California de 1925 estimó que la población indígena de California disminuyó de tal vez hasta 150 000 en 1848 a 30 000 en 1870 y cayó aún más a 16 000 en 1900. El declive fue causado por enfermedades, hambre, asesinatos y masacres. Los nativos de California, particularmente durante la Fiebre del Oro, fueron blanco de asesinatos. Los colonos también tomaron entre 10 000 y 27 000 como trabajo forzoso. El estado de California utilizó sus instituciones para favorecer los derechos de los colonos blancos sobre los derechos indígenas, desposeyendo a los nativos.
Desde la década de 2000, varias organizaciones académicas y activistas estadounidenses, tanto nativas americanas como europeas americanas, han caracterizado el período inmediatamente posterior a la conquista estadounidense de California como uno en el que los gobiernos estatal y federal libraron un genocidio contra los nativos en el territorio. En 2019, el gobernador de California, Gavin Newsom, se disculpó por el genocidio y pidió que se formara un grupo de investigación para comprender mejor el tema e informar a las generaciones futuras.

## Contexto

### Pueblos indígenas

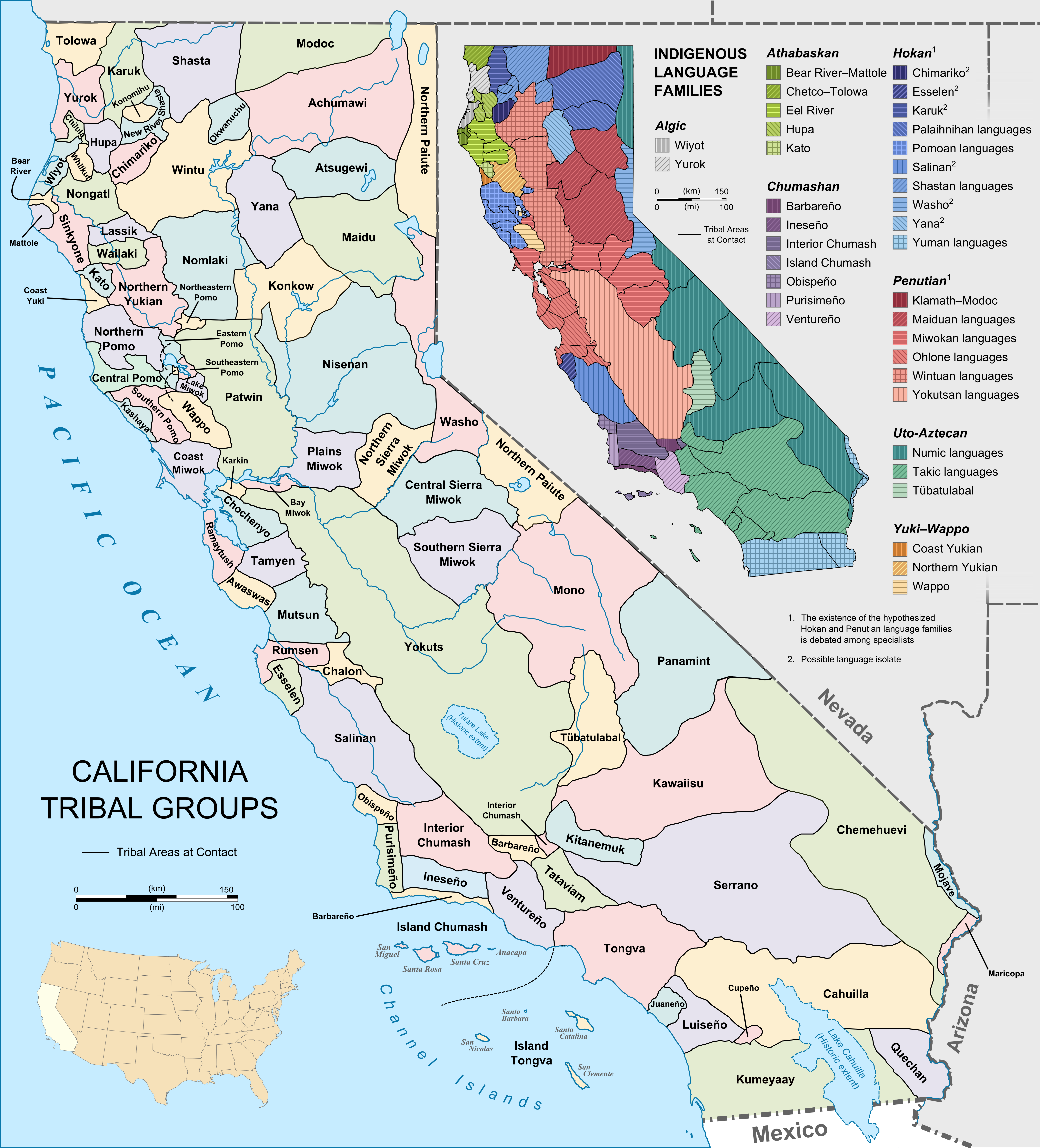
Grupos étnicos y lingüísticos indígenas de California antes de la llegada de los europeos.

Antes de la llegada de los españoles, California era el hogar de una población indígena que se creía llegaba a los 300 000 habitantes. El grupo más grande fue el pueblo Chumash, con una población de alrededor de unas 10 000 personas. La región era muy diversa y se hablaban varios idiomas distintos. Si bien hubo una gran diversidad en el área, los hallazgos arqueológicos muestran poca evidencia de conflictos intertribales.
Los diversos grupos parecen haberse adaptado a áreas y territorios particulares. Los hábitats y el clima de California sustentaron una gran cantidad de vida silvestre, incluidos conejos, ciervos, variedades de peces, frutas, raíces y bellotas. Los nativos siguieron en gran medida un estilo de vida de cazadores-recolectores, moviéndose por su área a lo largo de las estaciones a medida que se disponía de diferentes tipos de alimentos.

### Colonización europea
California fue una de las últimas regiones de América en ser colonizada. Los misioneros españoles, liderados por el administrador franciscano Junípero Serra y fuerzas militares al mando de Gaspar de Portolá, llegaron en 1769. La misión tenía como objetivo difundir la fe cristiana entre los pueblos indígenas de la región y establecer lugares para desarrollar los recursos y productos del área para el Imperio. Los españoles construyeron San Diego de Alcalá, la primera de 21 misiones, en lo que se desarrolló como la actual San Diego en la parte sur del estado a lo largo del Pacífico.
Según algunas fuentes, el dominio español y mexicano fue devastador para las poblaciones nativas. "A medida que las misiones crecieron, la población indígena de California comenzó un declive catastrófico". Gregory Orfalea estima que la población previa al contacto se redujo en un 33% durante los regímenes español y mexicano. Pero esta reducción no sólo se debió a muertes, en su mayoría debidas a enfermedades importadas y a la alteración de las formas de vida tradicionales, sino también al mestizaje (por ejemplo, en Pueblo de Los Ángeles buena parte de los pobladores originales) eran indígenas y mestizos; siendo José Vanegas, mestizo, su primer alcalde). Algunos historiadores indican que la vida en las misiones estaba cerca de la esclavitud.

## El estado de California y el genocidio
En la segunda mitad del siglo XIX, las autoridades estatales y federales de California incitaron, ayudaron y financiaron a mineros, colonos, ganaderos y milicias populares para esclavizar, secuestrar, asesinar y exterminar a una proporción importante de nativos americanos desplazados. A estos últimos a veces se los llamaba con desdén "Excavadores", por su práctica de arrancar raíces para comer. Muchas de las mismas políticas de violencia se utilizaron aquí contra la población indígena como lo había hecho Estados Unidos en todo su territorio.
Simultáneamente al exterminio en curso, se hicieron informes sobre la aniquilación de los nativos americanos al resto de Estados Unidos e internacionalmente.
La Ley de California para el Gobierno y la Protección de los Indios se promulgó en 1850 (enmendada en 1860, derogada en 1863). Esta ley estipulaba el "aprendizaje" o la contratación de niños indios para los blancos, y también castigaba a los indios "vagabundos" "alquilándolos" al mejor postor en una subasta pública si el indio no podía proporcionar una fianza o fianza suficiente. Esto legalizó una forma de esclavitud en California. Los colonos blancos tomaron de 10 000 a 27 000 nativos americanos de California como trabajadores forzados, incluidos 4 000 a 7 000 niños.
Un testimonio y relato notable de los primeros testigos presenciales: "Los indios de California" 1864, es de John Ross Browne, funcionario de aduanas e inspector de asuntos indígenas en la costa del Pacífico. Describió sistemáticamente el fraude, la corrupción, el robo de tierras, la esclavitud, la violación y la masacre perpetrados contra una parte sustancial de la población aborigen. Esto fue confirmado por una contemporánea, la superintendente Dorcas J. Spencer.
Según una estimación, al menos 4 500 indios californianos fueron asesinados entre 1849 y 1870. El historiador contemporáneo Benjamin Madley ha documentado el número de indios californianos asesinados entre 1846 y 1873; estima que durante este período por lo menos de 9 492 a 16 092 indios californianos fueron asesinados por no indios. La mayoría de las muertes ocurrieron en lo que él definió como más de 370 masacres (definidas como el "asesinato intencional de cinco o más combatientes desarmados o de no combatientes en su mayoría desarmados, incluidas mujeres, niños y prisioneros, ya sea en el contexto de una batalla o de otro modo"").
La Comisión de la Herencia de los Nativos Americanos del Estado de California pidió al activista nativo americano y ex profesor de la Universidad Estatal de Sonoma, Ed Castillo, que escribiera la historia oficial del genocidio del estado; escribió que "los escuadrones de la muerte bien armados combinados con la matanza aleatoria generalizada de indios por parte de mineros individuales dieron como resultado la muerte de 100 000 indios en [1848 y 1849]".

## Legado

### Demandas ante tribunales
El erudito nativo americano Gerald Vizenor ha defendido a principios del siglo XXI que las universidades estén autorizadas a reunir tribunales para investigar estos eventos. Señala que la ley federal de Estados Unidos no contiene prescripciones sobre crímenes de guerra y crímenes de lesa humanidad, incluido el genocidio. Él dice:
Vizenor cree que, de acuerdo con el derecho internacional, las universidades de Dakota del Sur, Minnesota y California Berkeley deberían establecer tribunales para escuchar las pruebas y juzgar los crímenes de lesa humanidad presuntamente cometidos en sus estados individuales. La abogada Lindsay Glauner también ha abogado por dichos tribunales.

### Disculpa del gobernador de California
En un discurso ante representantes de los pueblos nativos americanos en junio de 2019, el gobernador de California, Gavin Newsom, se disculpó por el genocidio. Newsom dijo: "Eso es lo que fue, un genocidio. No hay otra manera de describirlo. Y esa es la forma en que debe describirse en los libros de historia". Después de escuchar el testimonio, un Consejo de Verdad y Sanación aclarará el registro histórico de la relación entre el Estado y los nativos americanos de California.